# Claoxylon khasianum
Claoxylon khasianum är en törelväxtart som beskrevs av Joseph Dalton Hooker. Claoxylon khasianum ingår i släktet Claoxylon och familjen törelväxter. Inga underarter finns listade i Catalogue of Life.